# Варшавское воеводство (II Речь Посполитая)
Варшавское воеводство (пол. Województwo warszawskie) — воеводство Польской Республики, созданное в 1919 году. Прекратило свое существование в 1939 году, столицей и крупнейшим городом воеводства являлась Варшава.

## Расположение и площадь
В 1919–1939 годах Варшавское воеводство охватывало северо-центральную часть Польши, граничило с Восточной Пруссией на севере, Поморским воеводством и Лодзинским воеводством на западе, Келецким воеводством на юге, Люблинским и Белостокским воеводствами на востоке. Его площадь после 1 апреля 1938 года составляла 31 656 км². На 1 января 1937 года леса занимали только 11,4% территории по сравнению со средним показателем по стране в 22,2%.

## Население
По данным польской переписи 1931 года, население воеводства составляло 2 460 900 человек. Поляки составляли 88,3% населения, евреи — 9,7% и немцы — 1,6%. Евреи и немцы предпочитали жить в городах и поселках, особенно в самой Варшаве. В Варшаве в 1931 году только 70,7% населения составляли поляки, а 28,3% — евреи. Во всем воеводстве по состоянию на 1931 год 21,8% населения было неграмотным.

## Промышленность
Крупнейшим промышленным центром воеводства была Варшава, а также города в ее пригородах (Жирардув, Прушков, Пясечно). Варшава была одним из ключевых центров польской промышленности, с многочисленными заводами разных видов. Это был также самый большой город страны. Плотность пролегания железной дороги в воеводстве составила 5,2 км. на 100 км² (при общей протяженности железных дорог 1 548 км).

## Административное деление
Варшавское воеводство в середине 1939 года состояло из 22 повятов, 53 городов и поселков и 293 деревень. 
Список повятов:
- Блонский повят (площадь 1 074 км², население 143 900),
- Цеханувский повят (площадь 1 209 км², население 78 800),
- Дзялдовский повят (площадь 842 км², население 42 700 км),
- Гарволинский повят (площадь 2 044 км², население 175 700 кв. М),
- Гостынинский повят (площадь 1 147 км², население 81 600),
- Груецкий повят (площадь 1 699 км², население 132 400),
- Ломжинский повят (площадь 2 657 км², население 168 200),
- Макув-Мазовецкий повят (площадь 1 136 км ², население 65 600),
- Миньск-Мазовецкий повят (площадь 1 228 км², население 111 100),
- Млавский повят (площадь 1 486 км², население 103 100),
- Остроленкский повят (площадь 2 281 км², население 112 600),
- Острув-Мазовецкий повят (площадь 1 467 км², население 99 800),
- Плоцкий повят (площадь 1 485 км², население 128 100),
- Плоньский повят (площадь 1 289 км², население 81 400),
- Пшаснышский повят (площадь 1 410 км², население 69 100),
- Пултуский повят (площадь 1 527 км², население 118 100),
- Радзыминский повят (площадь 1 076 км², население 97 500),
- Серпецкий повят (площадь 1 204 км², население 84 900),
- Сохачевский повят (площадь 1 052 км², население 75 200),
- Соколув-Подляский повят (площадь 1 276 км², население 83 900),
- Варшавшский повят (площадь 1 766 км², население 318 500),
- Венгрувский повят (площадь 1 301 км², население 88 800).

Город Варшава с площадью 141 км² (134 км² застроенной территории и 7 км² реки Вислы) и населением 1 179 500 человек (по состоянию на 1931 год) считался отдельной единицей, как и любое другое воеводство. Он был разделен на 4 округа:
- Южно-варшавский округ (площадь 50 км², население 307 100),
- Северно-варшавский округ (площадь 31 км², население 478 200),
- Варшавско-Пражский округ (площадь 43 км², население 176 100),
- Центрально-варшавский округ (площадь 10 км², население 218 100). Являлся самым маленьким и самым густонаселенным округом в Польше в 1930-х годах. Плотность населения составила 22 415 человек на км².

Крупнейшими городами воеводства были (население указано по данным польской переписи 1931 года):
- Варшава (население 1 179 500),
- Плоцк (население 33 000),
- Жирардув (население 25 100),
- Ломжа (население 25 000),
- Прушков (население 23 700),
- Млава (население 19 600),
- Остров Мазовецкий (население 17 600),
- Пултуск (население 16 800 ),
- Гродзиск-Мазовецкий (население 15 700),
- Отвоцк (население 15 100),
- Остроленка (население 14 100),
- Воломин (население 14 100),
- Цеханув (население 13 900 человек).

## Воеводы
- Владислав Солтан, 19 ноября 1919 — 24 ноября 1927
- Станислав Твардо, 28 ноября 1927 — 3 июля 1934
- Бронислав Наконечников-Клюковский, 3 июля 1934 — 5 февраля 1938
- Ежи Пачорковский, 22 января 1938 — сентябрь 1939 (исполнял полномочия до 5 февраля 1938)[6]